# Cervinara
Cervinara är en kommun i provinsen Avellino, i regionen Kampanien. Kommunen hade 9 488 invånare (2017) och gränsar till kommunerna Avella, Montesarchio, Roccarainola, Rotondi samt San Martino Valle Caudina.